# Walther Hertzsch
Adolf Walther Hertzsch (* 13. Oktober 1901 in Zwickau; † 14. November 1975 in Abtsee, Oberbayern) war ein deutscher Agrarwissenschaftler und Botaniker.

## Leben
Hertzsch wurde als Sohn eines Geheimen Regierungsrates im sächsischen Zwickau in Sachsen geboren. Dort besuchte er auch die Schule, bis er an das Gymnasium in Bautzen wechselte, das er 1919 mit dem Abitur abschloss. Im November 1923 nahm er ein Studium am Landwirtschaftlichen Institut der Universität Göttingen auf.
Hertzsch promovierte 1927 an der Landwirtschaftlichen Hochschule Berlin bei Erwin Baur unter dem Titel Beiträge zur infektiösen Chlorose über marmorierte Abutilon-Formen. Als Ergebnis seiner Studien konnte er zwei Ausprägungen der Chlorose unterscheiden.
1933 wurde er Leiter der von Erwin Baur neu eingerichteten Zweigstelle Klein Blumenau des Kaiser-Wilhelm-Instituts für Züchtungsforschung der Kaiser-Wilhelm-Gesellschaft zur Förderung der Wissenschaften. Zu seinen Aufgaben gehörte die Prüfung von Pflanzen auf Winterfestigkeit; hierzu veröffentlichte er seine Arbeiten zu Erbsen; und für Züchtungen aus dem Mutterinstitut auf weitere Eigenschaften. Zusätzlich leitete er die Abteilung Futterpflanzenzüchtungen, welche den Fokus auf Gräser und Kleearten besaß. In dieser Position verfasste er auch Beiträge für den Reichsnährstand.
1935 heiratete er Irene Marie Constanze Schultze-Naumburg, eine Tochter von Paul Schultze-Naumburg, in Salzburg. 1941 wurde Hertzsch als Referent im Reichskommissariat Ostland (RKO) in Riga in der Forschungszentrale der Abteilung Ernährung und Landwirtschaft eingesetzt. Er leitete dort auch die neue Zweigstelle Laukischken des Müncheberger Instituts im Kreis Labiau in Ostpreußen. Sein Stellvertreter war Joachim Hackbarth. Er war in der Kaiser Wilhelm-Gesellschaft aktiv und begann ab 1938 mit Versuchen zur Art- und Gattungsbastardierung bei Futtergräsern.
Hertzsch arbeitete nach dem Krieg zuletzt als Abteilungsleiter am Max-Planck-Institut für Pflanzenzüchtungsforschung (MPIPZ) in Köln-Vogelsang.
Gemeinsam mit Werner Plarre veröffentlichte er eine Reihe von Beiträgen zu Kulturpflanzen, wie z. B. dem Weißklee oder dem Blattkohl.

## Publikationen (Auswahl)
- Beiträge zur infektiösen Chlorose, 1927, Dissertation.
- Infektiöse Chlorosen, In: Der Züchter  2/1930.
- Gräserzüchtung, In: Der Züchter 2/1930, S. 182–186.[17]
- gemeinsam mit W. Feldt: Einfluß der Stickstoffdüngung auf die chemische Zusammensetzung und Erträge einzelner Gräser auf trockenem, humusarmen Mineralboden, In: Pflanzenbau 7, 1931, S. 365 ff.
- gemeinsam mit W. Feldt, H. Lindemann und Erna Wedell: Chemische Zusammensetzung und Erträge einzelner Kulturgräser auf Mineralboden, In: Wissenschaftliches Archiv für Landwirtschaft, Abteilung A: Archiv für Pflanzenbau, Band 6, 1931, S. 1 ff.
- gemeinsam mit W. Feldt: Zwecke und Ziele der Futterpflanzenzüchtung, Zeitschrift für Züchtung, Reihe A, 18, 1933, S. 303 ff.
- Die Aufgaben der Zweigstelle des Kaiser Wilhelm-Instituts für Züchtungsforschung in Kl.-Blumenau. In: Der Züchter 6, 1934, S. 258 ff.
- Die ostpreußische Zweigstelle des Kaiser Wilhelm-Instituts für Züchtungsforschung. In: Naturwissenschaften 22, 1934, S. 836+837.
- Art- und Hattungskreuzungen bei Gräsern, In: Der Züchter  10/1938, S. 261 ff.
- gemeinsam mit Hans Heyn: Erbsenarten, pisum sativum L. und P. arvense L. In: Handbuch der Pflanzenzüchtung, P. Parey, 1943, S. 1 ff.
- U. a. Inkarnatklee, Trifolium incarnatum L. In: Handbuch der Pflanzenzüchtung, P. Parey, 1958, S. 321 ff.
- Gattungskreuzungen zwischen den Gattungen Festuca und Lolium. In: Der Züchter  29/1959, S. 193 ff.
- Bromus- und Ceratochloa-Arten. In: Handbuch der Pflanzenzüchtung, P. Parey, 1959, S. 453 ff.
- The importance of induced polyploidy in forage crop breeding. In: Proceedings of the Eighth International Grassland Congress, Reading, 1961, S. 54 ff.
- Polyploidiezüchtung bei Futterpflanzen. In: Saatgut-Wirtschaft, Stähle&Friedel, 1961, S. 219 ff.
- gemeinsam mit H. B. Schmidt, J. Richter und Maximilian Klinkowski: Untersuchungen über eine virusbedingte Nekrose an Futtergräsern. Phytopathologische Zeitschrift 47, 1963, S. 66 ff.
- gemeinsam mit W. Nitzsche: Chromosomenreduktion in den Nachkommenschaften von autopolyploidem Rohrschwingel. In: Der Züchter  36/1966, S. 240 ff.